# Pregnancy-associated plasma protein A
Pregnancy-associated plasma protein A, kurz PAPPA oder PAPP-A, ist ein im Rahmen des Double-Test beim First-Trimester-Screening quantitativ im mütterlichen Serum bestimmtes Protein, welches durch Abweichungen von der Norm Hinweise auf eine Fehlbildung beim Fötus geben kann.

## Beschreibung
Es handelt sich um ein Zinkbindendes Protein, das wie ein Enzym (Metalloproteasen) wirkt. Es wurde erstmals in den 1970er Jahren im Blut schwangerer Frauen nachgewiesen und wird für das genetische Screening in der Pränataldiagnostik und für Untersuchungen zur Arteriosklerose eingesetzt. Bei Frauen, die in der 8 bis 14 Schwangerschaftswochen einen niedrigen PAPP-A-Blutspiegel aufweisen, haben ein erhöhtes Risiko für intrauterine Wachstumsretardierung. Typische Beispiele sind die Trisomie 21, Präeklampsie sowie Früh- oder Fehl- oder Totgeburten. Eine Erniedrigung des Wertes bedeutet aber nicht im Umkehrschluss zwangsläufig, dass beispielsweise eine Trisomie 21 vorliegt, sondern lediglich, dass ein erhöhtes Risiko für diese Chromosomenaberration besteht. Ein Test liefert keine Diagnose, sondern eine statistische Wahrscheinlichkeit für eine Beeinträchtigung in Abhängigkeit vom bestimmten PAPP-A-Wert, immer in Bezug auf das Alter der Schwangeren und in Kombination mit der Bestimmung von β-hCG und der im Ultraschall bestimmten Nackentransparenz.
PAPP-A kann auch ein Anzeiger für eine instabile Angina Pectoris oder einen akuten Myokardinfarkt (Herzinfarkt) sein. In einer Studie an der Berliner Charité wurde 2013 festgestellt, „[…] dass die Konzentration von PAPP-A ein starker, unabhängiger Biomarker ist, mit dem abgeschätzt werden kann, mit welcher Wahrscheinlichkeit ein Patient mit Herzbeschwerden kurzfristig eine Folgeerkrankung erleiden könnte“ Dadurch könnten beispielsweise die Krankheitsverläufe bei Herzpatienten und die Beurteilung zukünftiger Risiken durch Blutuntersuchungen besser vorhergesagt und Folgeerkrankungen verringert werden.